# 李凤林
李凤林（1935年—），吉林省长春市人。中华人民共和国外交官。

## 生平
李凤林早年就读于哈尔滨外国语学院和莫斯科大学。1958年，进入中华人民共和国外交部。1989年，担任中华人民共和国驻保加利亚大使。1991年，担任中华人民共和国驻罗马尼亚大使。1995年，任中华人民共和国驻俄罗斯大使。后改任国务院发展研究中心欧亚社会发展研究所所长。